# Sid Watkins
Eric Sid Watkins CBE (ur. 6 września 1928 w Liverpoolu, zm. 12 września 2012 w Londynie) – brytyjski neurochirurg.
Jako pierwszy podjął działania zmierzające do zapewnienia bezpieczeństwa kierowcom Formuły 1. Od 1978 roku pełnił funkcję głównego lekarza i delegata medycznego FIA. Do przejścia na emeryturę w 2004 był przy każdym wypadku.